# Hesse Newman

Logo

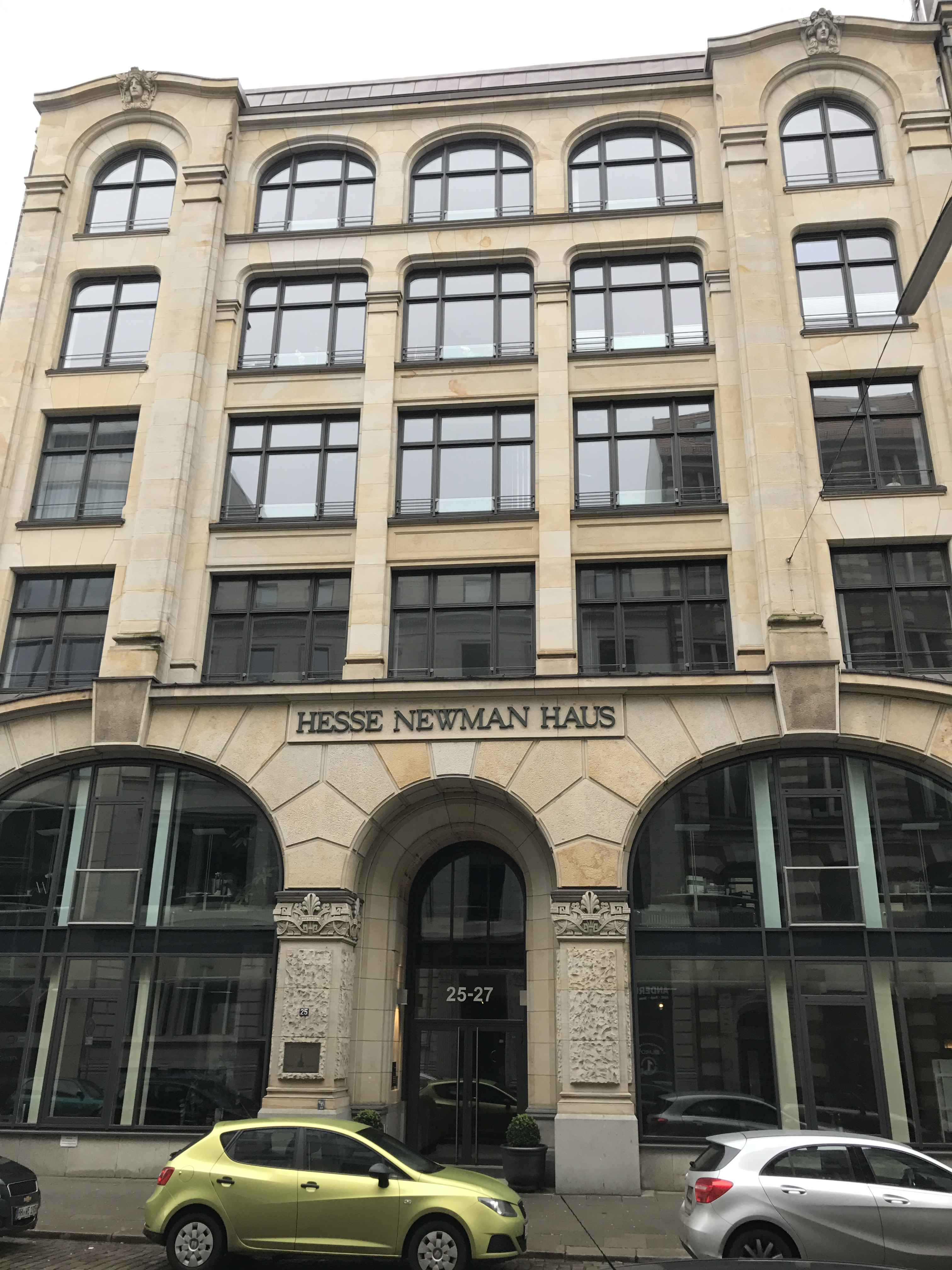
Ehemaliges Geschäftsgebäude des Bankhauses Hesse Newman & Co. in Hamburg, Ferdinandstr. 25–27

Hesse Newman & Co. war eine 1777 gegründete deutsche Privatbank mit Sitz in Hamburg. Sie bestand unter diesem Namen bis 2009. Seitdem firmiert das Bankgeschäft als Grenke Bank.
Isaac Hesse (1737–1807), geboren in Osterode im Harz, aus jüdischer Familie stammend, gründete 1777 als Kattunmakler und Geldwechsler sein Bankgeschäft in Altona. Hesses Söhne Heinrich Levin und Hartwig arbeiteten im väterlichen Bankgeschäft. 1825 änderte Heinrich Levin den Firmennamen in H. L. Hesse. 1845 übernahm George Hesse, der Enkel des Gründers, das Bank-, Handels- und Reedereigeschäft. Henry Newman, Sohn eines englischen Konsuls, dessen Familie zu den Gründern der Kolonie Neufundland gehörte, wurde Partner und Schwiegersohn von Heinrich Levin Hesse. Das Bankhaus firmierte fortan unter Hesse Newman & Co. George Heinrich Hesse war 1870 einer der Mitbegründer der heutigen Commerzbank.
Mit dem Ausscheiden von Alfred Percy Hesse verlor die Bank 1935 den letzten Träger des Namens Hesse. Joachim von Schinckel wurde 1930 Teilhaber der Firma. Unter seiner Leitung begann ein neuer Abschnitt in der Geschichte des Bankhauses. Mit dem Tod von Edmund Robert Newman verlor die Bank 1959 auch den letzten Träger des Namens Newman.
Mit Beginn des Jahres 1964 kam die Hesse Newman & Co. (AG & Co.) in den Einflussbereich der Firma des Unternehmers  Alfred C. Toepfer, Hamburg. Das Warengeschäft wurde vollkommen aufgegeben, das Bankgeschäft dagegen nach und nach in allen Sparten wieder intensiviert. Neue Geschäfte wurden im In- und Ausland gewonnen. Im Kreise der privaten Bankhäuser der Bundesrepublik hatte Hesse Newman wieder seinen Platz eingenommen.
Im Zeichen der Schaffung eines europäischen Binnenmarktes übernahm die Banca Nazionale del Lavoro in Rom mit Beginn des Jahres 1988 die Anteile an der Bank zu 100 Prozent. 2000 wurde die Bank in eine Aktiengesellschaft umgewandelt.
2004 erwarb das Hamburger Bankhaus Wölbern & Co. gemeinsam mit der ebenfalls Hamburger FHR Finanzhaus AG (vormals Finanzhaus Rothmann AG) das Bankhaus. Während Wölbern 50 Prozent plus eine Aktie erwerben konnte, übernahm die FHR Finanzhaus AG 50 Prozent minus eine Aktie. Ende 2007 wurde von der FHR Finanzhaus AG eine Option ausgeübt, die Anteile der Wölbern-Bank zu übernehmen. Die FHR Finanzhaus AG heißt mittlerweile Hesse Newman Capital AG und führt den traditionsreichen Firmennamen weiter.
Im Februar 2009 wurde die Privatbank ausgegliedert und an die Grenkeleasing AG in Baden-Baden verkauft, die ihre Finanzdienstleistungen für mittelständische Unternehmen ausbauen will. Im Mai 2009 wurde die Privatbank in GRENKE BANK AG umbenannt, da die Namensrechte für die Marke Hesse Newman nicht mitveräußert wurden.